# Famous Hoes
Famous Hoes è un singolo del rapper statunitense NLE Choppa, pubblicato il 10 dicembre 2019 su etichetta NLE Choppa Entertainment.

## Tracce
1. Famous Hoes – 2:15